# Forensick
Forensick es el segundo álbum de estudio de la banda mexicana de brutal death metal Disgorge, lanzado el 17 de junio de 2000. El título del álbum Forensick consiste en un juego de las palabras entre los términos "Forensic" (Forense) y "Sick" (Enfermedad). Es considerado uno de los álbumes más brutales y extremos dentro del Death metal esto sobre todo por su producción. El disco posee un estilo mucho más "directo" que su predecesor Chronic Corpora Infest. Según la propia banda "queríamos que el disco fuera una masacre musical". A menudo se habla de este disco como "Caótico e initelegible".

## Contenido
Muchos de los "términos médicos" presentes tanto en las letras como en los títulos en las canciones (por ejemplo Urethrive Decortico-Xanthomatose Muco Gestated Scaffolds) son invenciones del vocalista Antimo quien estaba obsesionado con la medicina forense. La portada es una de las más repulsivas y explícitas incluso dentro del Gore metal consiste en feto nacido muerto tras el atropello de su madre, la foto fue tomada por una amiga de la banda. Mucho se habló de toda esta accidentada mezcla que resultó tener “Forensick”, pero cierto o no este hecho, todo ello significó un “boom” mundial para Disgorge que junto con el propio “moniker” de la banda, sus letras, su portada y sus bombardeos en forma de temas elevaron a grupo de culto dentro de la escena extrema en muy poco tiempo. Es más, fruto de un concierto abriendo para Cannibal Corpse en México y quedando asombrosamente impactado del show de estos bulldozers, George “Corpsegrinder” Fisher fue invitado como vocalista en el tema “Crevice Flux Warts”. Como dato curioso la introducción de la canción "Jism Adipose Carbonization" es una sample de la película "Leatherface: the Texas chainsaw massacre 3". El disco fue grabado en los estudios Tequila, repitiendo de nuevo la experiencia en este estudio donde fue grabado su primer álbum y previamente habían grabado bandas de leyenda mexicanas como Cenotaph, The Chasm o Shub Niggurath.

## Lista de canciones
| N.º | Título                                                     | Duración |  |
| 1.  | «Jism Adipose Carbonization»                               | 3:44     |  |
| 2.  | «Spasmobliterance Filtrates Scabs»                         | 1:10     |  |
| 3.  | «Scid»                                                     | 3:18     |  |
| 4.  | «Urethrive Decortico/Xanthomatose Muco Gestated Scaffolds» | 4:23     |  |
| 5.  | «Jaundice Of Hookworm»                                     | 3:28     |  |
| 6.  | «Haemorph Endartemectomized Punzed Eozinophille»           | 4:25     |  |
| 7.  | «Purpuric Cytoskeletal Glucid Oxidase»                     | 4:06     |  |
| 8.  | «Crevice Flux Warts»                                       | 4:30     |  |
| 9.  | «Depths Carmesí»                                           | 1:43     |  |
| 10. | «Silks Sphinter Anal Lumen»                                | 5:44     |  |

### Relanzamiento en 2001 por Necropolis
| N.º | Título                                                             | Duración |  |
| 11. | «Stigmatodermuropyanephrosism On Impetiginose Urogenism (en vivo)» | 4:26     |  |
| 12. | «Pedophilamorphia Of Exchreacholemical Endotapse (en vivo)»        | 4:54     |  |
| 13. | «In The Acro Cyanotic Post Cloning Ectopysm (en vivo)»             | 3:37     |  |
| 14. | «Spasmobliterance Filltrates Scabs»                                | 1:35     |  |
| 15. | «Urethrive Decortico/Xanthomatose Muco Gestated Scaffolds»         | 5:22     |  |